# Muntanyes de la Bizacena
Les muntanyes de la Bizacena són les muntanyes de la cadena del Dorsal tunisià (entre Algèria i les muntanyes de Djebel El Ouest). Reben aquest nom de l'antiga província romana de la Bizacena. Inclouen a la part sud el Djebel Chaambi, el punt més alt de Tunísia amb 1544 metres.